# Resolució 1006 del Consell de Seguretat de les Nacions Unides
La Resolució 1006 del Consell de Seguretat de les Nacions Unides fou adoptada per unanimitat el 28 de juliol de 1995. Després de recordar anteriors resolucions sobre Israel i el Líban incloses les resolucions 501 (1982), 508 (1982), 509 (1982) i 520 (1982), així com estudiar l'informe del Secretari General Boutros Boutros-Ghali sobre la Força Provisional de les Nacions Unides al Líban (UNIFIL) aprovada en la Resolució 426 (1978), el Consell va decidir prorrogar el mandat de la UNIFIL per un període de sis mesos fins al 31 de gener de 1996.
El Consell llavors va reemfatitzar el mandat de la Força i va demanar al secretari general que mantingués negociacions amb el Govern del Líban i altres parts implicades en l'aplicació de les resolucions 425 (1978) i 426 (1978) i que informés al respecte.
També van ser condemnats una sèrie de recents atacs contra la UNIFIL i es va instar a totes les parts a posar-ne fi. Es van acordar mesures relatives a la racionalització de la UNIFIL, destacant que la capacitat operativa de la Força no es veuria afectat.